# Hyundai (конгломерат)
Hyundai (кор. 현대, 現代현대?, 現代? хенде) — корейський чеболь (конгломерат), заснований Чон Чжу-йоном. Після Азійської фінансової кризи компанія передала в особливі підрозділи більшість видів бізнесу, в тому числі «Hyundai Motor Group», «Hyundai Department Store Group», і «Hyundai Heavy Industries Group». Назва «Hyundai» походить від сінокорейського слова 現代, що означає «сучасність».

## Історія
Перша компанія групи була заснована в 1947 році як авторемонтна майстерня. Згодом вона стала інженерно-будівельною компанією. Чон Чжу-йон і члени його сім'ї почали займатися й іншими видами діяльності, розширивши вплив на інші галузі промисловості. В результаті з'явився найбільший в Кореї чеболь.
За допомогою американських військових контрактів і підтримки урядових програм розвитку інфраструктури, компанія Чон Чжу-йона стала головною будівельною фірмою в Республіці Корея. Зокрема, вона виконувала престижне замовлення на будівництво 400-кілометрової надшвидкісної магістралі між Сеулом і Пусаном. З 1965 року Hyundai почала виходити на будівельні ринки Гуаму, Таїланду і В'єтнаму. У 1967 році була заснована Hyundai Motor Company. В 1973 році була заснована Hyundai Heavy Industries. На наступний рік було завершено будівництво першого морського судна. У 1983 році Hyundai увійшов в електронну промисловість, створивши компанію Hyundai Electronics (з 2001 року «Hynix»).
До середини 1990-х років компанія Hyundai мала понад 60 дочірніх компаній і брала активну участь у різних сферах економіки, в тому числі автомобілебудуванні, будівництві, хімічній промисловості, електроніці, фінансових послугах, важкій промисловості та суднобудуванні. У цей же період вона мала загальний річний дохід $90 млрд і понад 200 000 співробітників.
У березні 2022 року, після повномасштабного вторгнення РФ до України, компанія зупинила роботу заводу в Санкт-Петербурзі. Наприкінці 2023 року компанія узгодила план продажу активів Росії за символічні $78, а в січні 2024 російську філію було продано російській компанії «Арт-Фінанс».

### Реструктуризація
У грудні 1995 року було оголошено про велику реструктуризацію управління, яка торкнулася 404 керівників компанії.
У квітні 1999 року Hyundai оголосила про велику реструктуризацію, скорочення на дві третини числа бізнес-одиниць, а також плану по розподілу конгломерату на п'ять незалежних бізнес-груп.
Після реструктуризації, яка почалася з 2000 року, основними видами бізнесу компанії стали суднобудування, автомобілебудування, будівництво, роздрібна торгівля, фінанси, електроніка. Після смерті засновника Чон Чжу-йона у 2001 році, компанії, складові чеболь, відокремилися і стали представляти самостійні підприємства.
В результаті реструктуризації компанія Hyundai Group стала займатися тільки контейнерними перевезеннями, виробництвом ліфтів і туризмом. Більшість компаній, що носять ім'я Hyundai, юридично не пов'язані з Hyundai Group. Тим не менш, в більшості колишніх дочірніх компаній конгломерату Hyundai продовжують керувати родичі Чон Чжу-йона.